# یاکاجیک (مرزیفون)
یاکاجیک (به ترکی استانبولی: Yakacık) یک منطقهٔ مسکونی در ترکیه است که در مرزیفون واقع شده‌است.